# Wiederau (Königshain-Wiederau)
Wiederau ist ein Ortsteil der Gemeinde Königshain-Wiederau im sächsischen Landkreis Mittelsachsen. Er schloss sich am 1. Januar 1994 mit Königshain und Topfseifersdorf zur Gemeinde Königshain-Wiederau zusammen. In Wiederau befinden sich das Rathaus und die Grundschule der Gemeinde Königshain-Wiederau.

## Geografie

### Geografische Lage und Verkehr
Wiederau ist der westliche Ortsteil der Gemeinde Königshain-Wiederau. Im südöstlich des Orts gelegenen Königshainer Wald entspringt der Wiederbach, der nach Passieren des oberen Ortsteils von Wiederau, dem Rehbockswinkel, den von Königshain kommenden Königshainer Bach aufnimmt. Anschließend durchfließt der Wiederbach den gesamten Ort Wiederau und das Wiedertal, bis er schließlich in Göritzhain in die Chemnitz mündet. Der östlich der Chemnitz gelegene Teil von Göritzhain, der sogenannte Wiederberg, gehörte bis ins 19. Jahrhundert zu Wiederau. Südlich von Wiederau befindet sich das Naturschutzgebiet Sandberg Wiederau und Klinkholz.
Durch Wiederau verlaufen die Bundesstraße 107, die Staatsstraße 247 und die Via Porphyria.

### Nachbarorte
| Seitenhain                | Göppersdorf, Zschoppelshain                 | Topfseifersdorf |
| Göritzhain mit Wiederberg | Kompassrose, die auf Nachbargemeinden zeigt | Königshain      |
|                           | Stein im Chemnitztal                        | Diethensdorf    |

## Geschichte

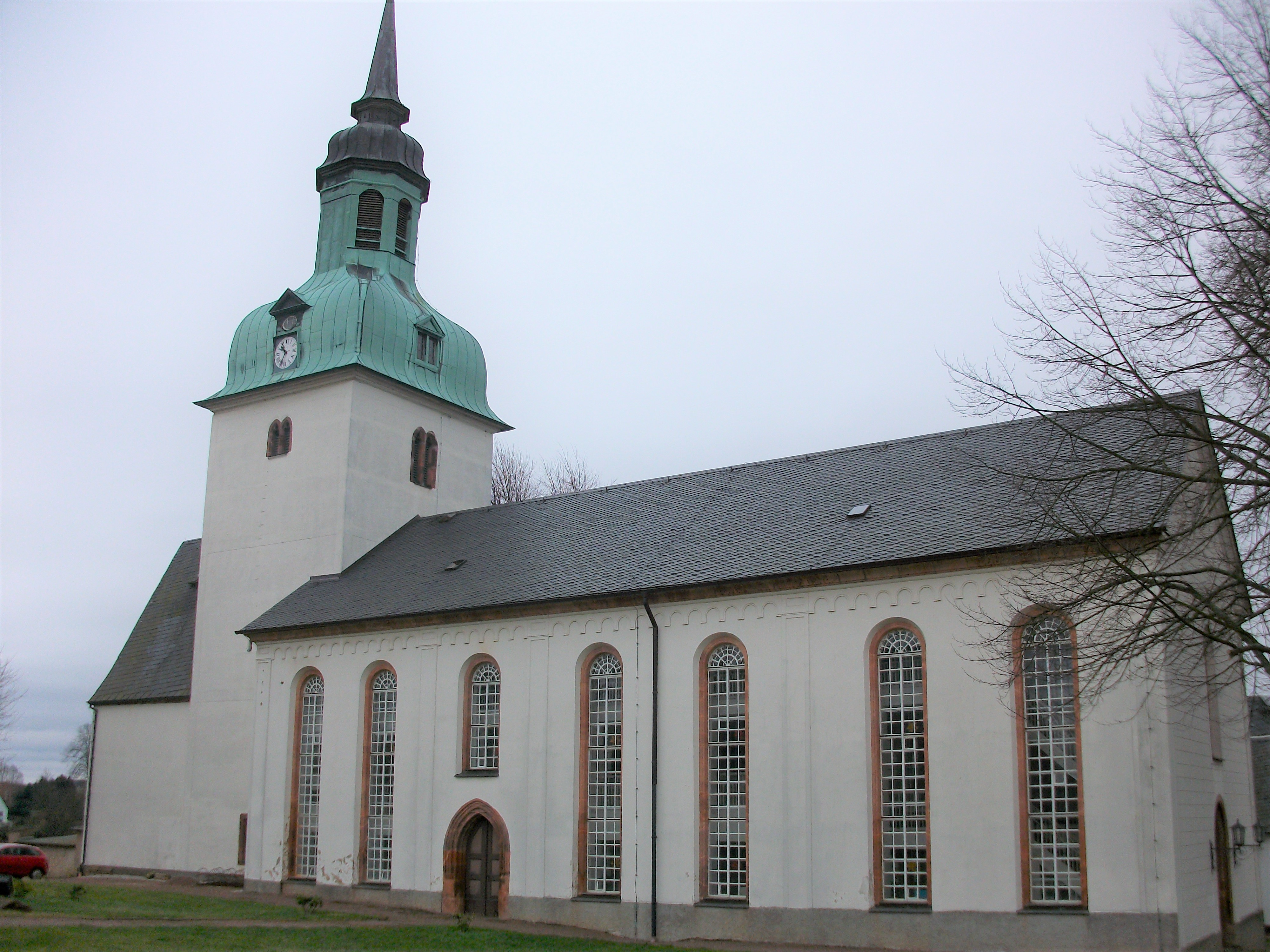
St.-Pankratius-Kirche Wiederau

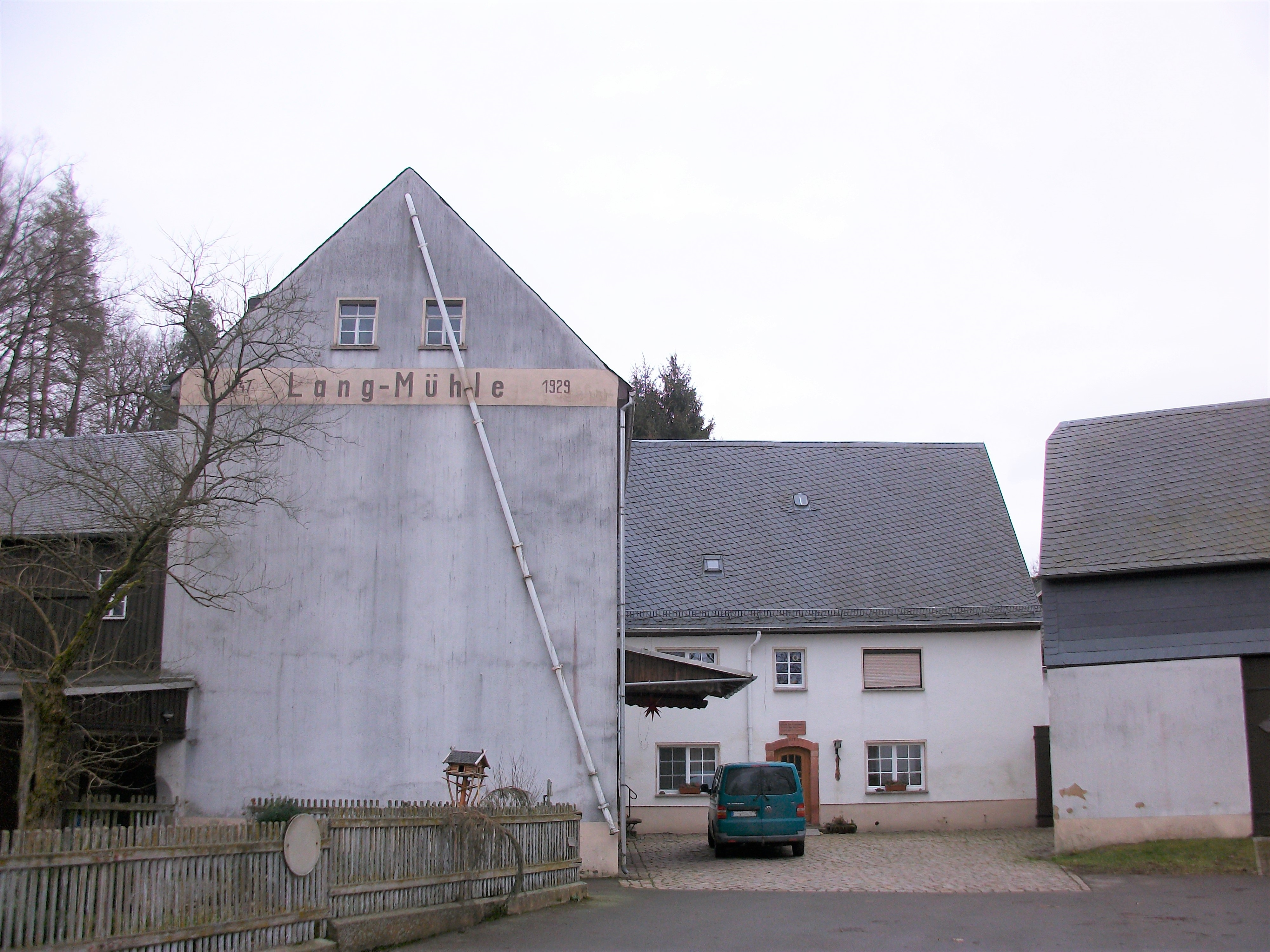
Lang-Mühle Wiederau

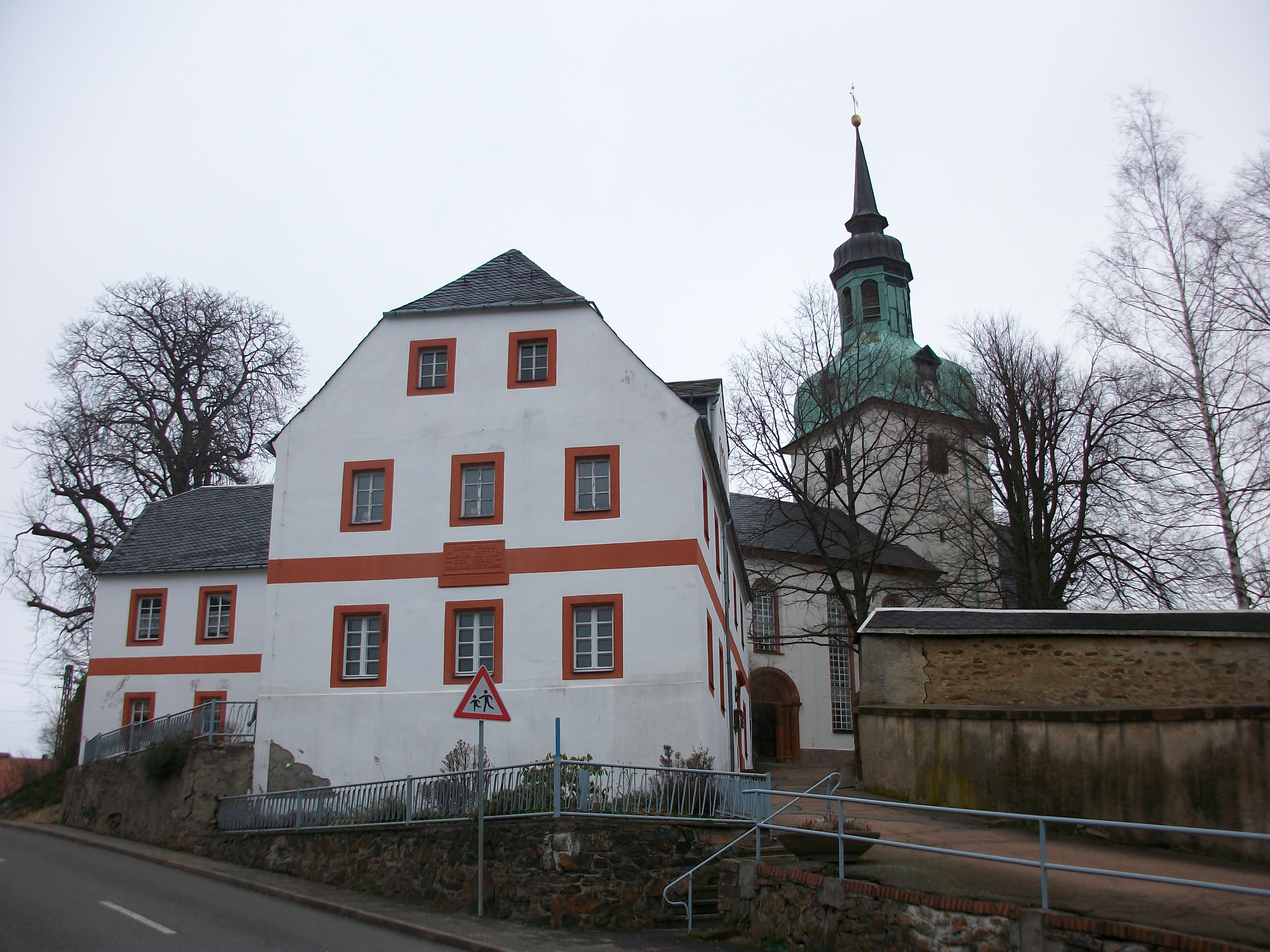
Wiederau, Geburtshaus Clara Zetkin und St.-Pankratius-Kirche

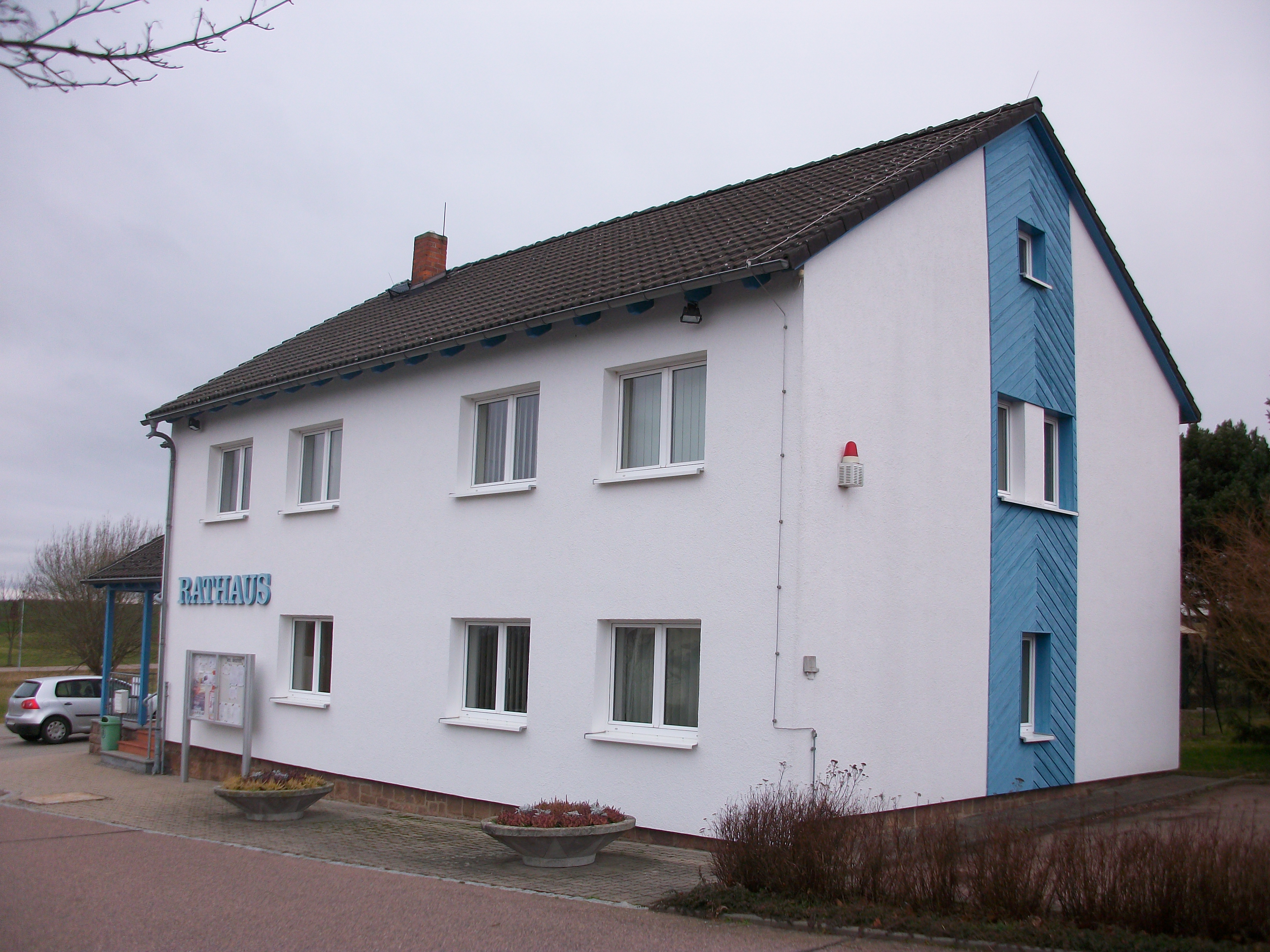
Rathaus der Gemeinde Königshain-Wiederau in Wiederau

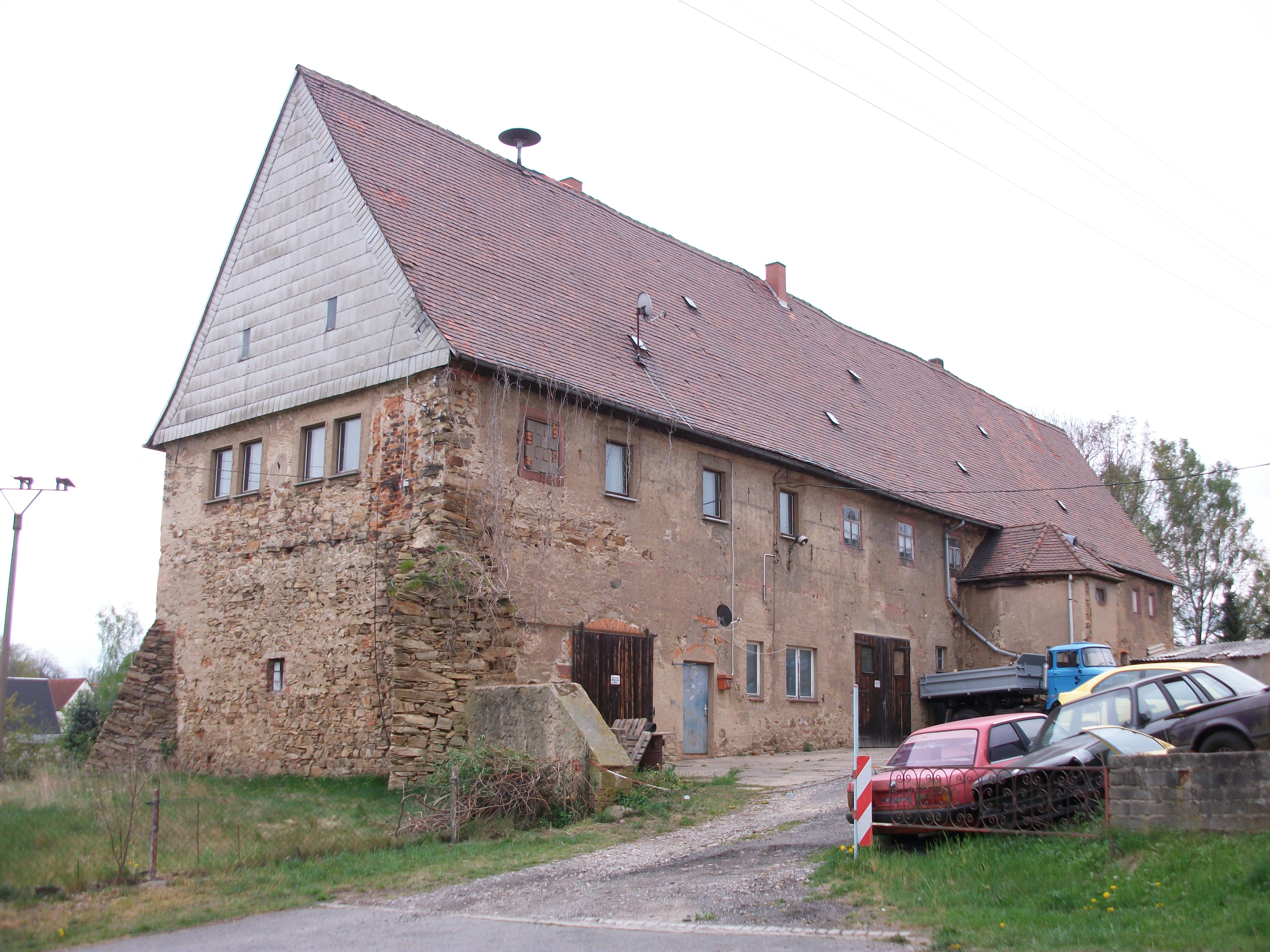
Försterei des Vorwerks Wiederau

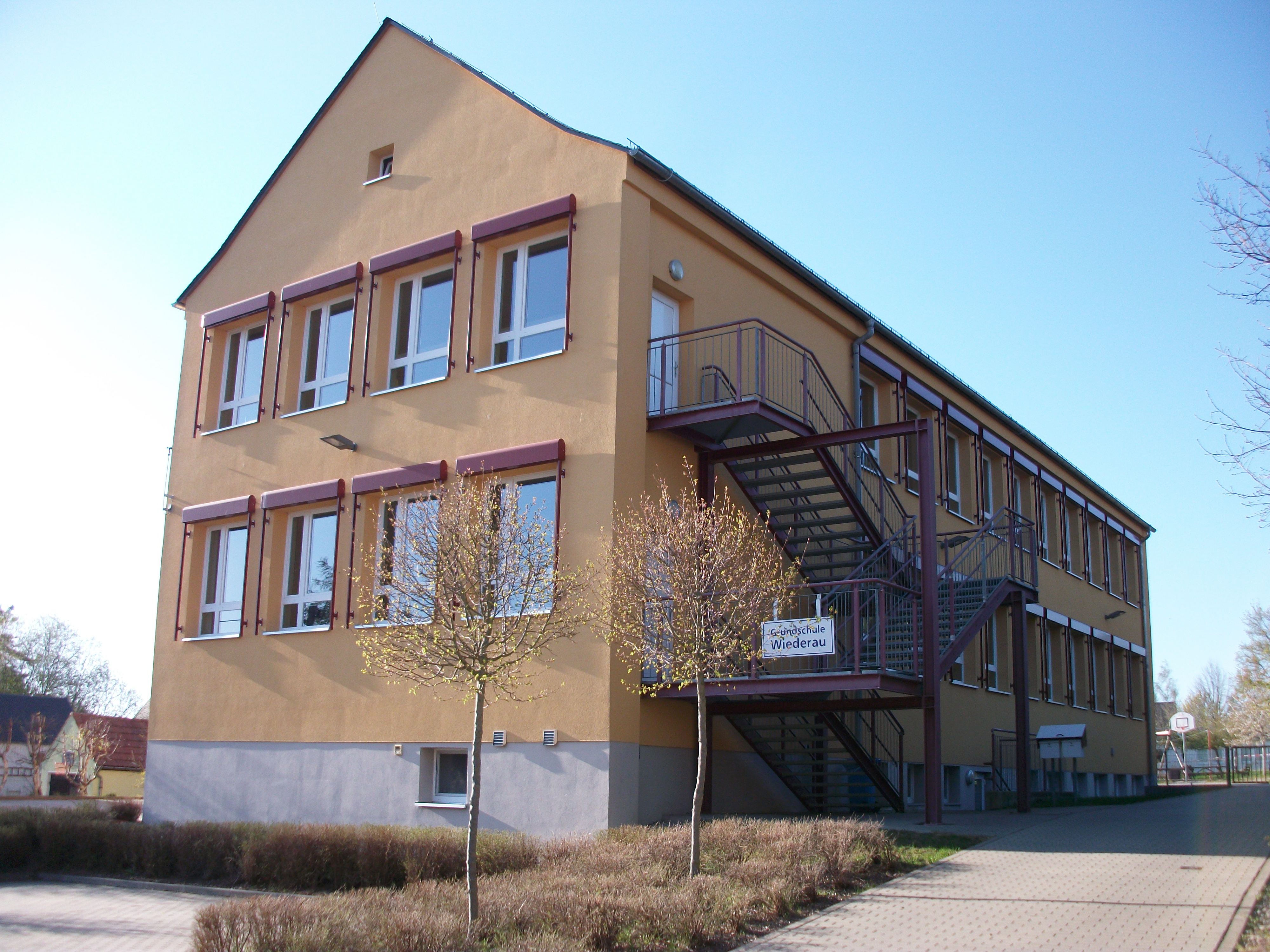
Grundschule Wiederau

Das Waldhufendorf Wiederau in der Bachaue des Wiederbachs wurde im Jahr 1174 in einer Urkunde des Klosters Zschillen als Wiedera erwähnt. Die Kirche des Orts wurde um das Jahr 1200 im Auftrag des Klosters Zschillen errichtet. Mit Theodericus de Widera wurde 1316 ein Herrensitz im Ort belegt. Die „Herren von Wiederau“ tauchen in den Urkunden von 1303 bis 1410 auf. Sie gehörten zum niederen Adel. Aus dem Herrensitz entwickelte sich vermutlich das im Jahr 1543 nachgewiesene Vorwerk, zu dem auch eine Schäferei und eine Ziegelei (Ziegelscheune) gehörten. Daneben befand sich das gräfliche Forsthaus. Von dem einstigen Vorwerk sind heute neben dem Forsthaus in der Gartenstraße nur noch das Wohnhaus der Schäferei und Teile der Scheune übrig. Im Jahre 1529 war ein Ritterbruder des Deutschen Ordens auf dem Kloster Zschillen Verwalter des Vorwerks Wiederau. Der letzte Komtur des Klosters Zschillen hatte seinen Wohnsitz nach Wiederau verlegt.
Als Teil des Besitzes des Klosters Zschillen kamen Ort und Vorwerk Wiederau im Jahr 1543 mit dem gesamten Zschillener Besitz an Herzog Moritz von Sachsen, der es umgehend säkularisierte und an die Herren von Schönburg gegen die Orte Hohnstein, Wehlen und Lohmen in der heutigen Sächsischen Schweiz vertauschte. Daher kam für den Ort und die Klosteranlage der Name Wechselburg auf. Seitdem wurde Wiederau als Amtsdorf der schönburgischen Herrschaft Wechselburg geführt, welche den Herren von Schönburg unter wettinischer Oberhoheit gehörte. Die Herren von Schönburg hatten sich zeitweise in der Försterei des Vorwerks Wiederau Zimmer eingerichtet. Im 19. Jahrhundert bewohnte ein Revierförster das Gebäude. In der Nähe des Vorwerks wurde im Jahr 1579 die Vorwerksmühle als Wassermühle mit Wassergraben errichtet. Zwischen 1907 und 1935 war in ihr ein Elektrizitätswerk eingerichtet, zeitweise auch eine Bäckerei. Seit dem 16. Jahrhundert nutzten insgesamt fünf Wassermühlen am Wiederbach die Wasserkraft. Das waren neben der Vorwerksmühle die Kirchmühle, die Grützmühle, die Thurmsmühle und die heute als Technisches Denkmal eingestufte Lang-Mühle. Letztere wurde erstmals im Jahr 1545 erwähnt und in den Jahren 1927 bis 1929 neu erbaut. Im Jahr 1554 bis 1555 wurden erstmals die Häuser auf dem Wiederberg am rechten Ufer der Chemnitz als am Wideraberg erwähnt. Sie befanden sich noch 1834 in der Wiederauer Flur. Erst 1839 wurden sie nach Göritzhain umgegliedert. Aufgrund der einstigen Zugehörigkeit des Wiederbergs zu Wiederau gehört der Wiederberg kirchlich bis heute zur Kirchgemeinde Wiederau mit Stein und nicht wie der Rest von Göritzhain zu Hohenkirchen. Neben Ackerbau und Viehzucht entwickelte sich in Wiederau im 16. Jahrhundert das Handwerk als weiterer Erwerbszweig. Bereits um das Jahr 1549 soll es im Ort Leineweber gegeben haben. Zwischen 1717 und 1721 wurde in der Bartholomäi Fundgrube der Wiederauer Achat bergmännisch gewonnen.
Im Rahmen der administrativen Neugliederung des Königreichs Sachsen wurde Wiederau als Teil der schönburgischen Lehnsherrschaft Wechselburg im Jahr 1835 der Verwaltung des königlich-sächsischen Amts Rochlitz unterstellt. Im Jahr 1856 kam Wiederau zum Gerichtsamt Mittweida und 1875 an die neu gegründete Amtshauptmannschaft Rochlitz. Im Jahr 1890 wurde die Trikotagenfabrik der Familie Koch erbaut. In zwei Etagen des Gebäudes war ein Landkaufhaus untergebracht. Heute befindet sich in dem Gebäude die Seniorenpflegeeinrichtung „DIE KOCH`SCHE“.
Im Jahr 1831 erfolge nach Abbruch der alten Küsterei neben der Kirche die Einweihung der neuen Wiederauer Schule. Zur Erhöhung der Schülerzahl erhielt sie bereits im Jahr 1848 zwei neue Schulzimmer. In dem Gebäude wohnte auch der Lehrer und Kantor Eißner mit Familie, dessen älteste Tochter die Politikerin und Frauenrechtlerin Clara Zetkin war. Sie wurde 1857 in Wiederau geboren. Die Familie Eißner siedelte im Jahr 1872 nach Leipzig über. Im Jahr 1888 erfolgte der Bau eines neuen Schulgebäudes auf dem Gelände des bisherigen Schulgartens auf der gegenüberliegenden Straßenseite. Dort zog später das Wiederauer Gemeindeamt ein. Die heutige Grundschule wurde im Jahr 1905 als Ablösung der zwei bisherigen Schulen erbaut. Im Jahr 1952 erfolgte die Umgestaltung des Geburtshauses von Clara Zetkin, der alten Dorfschule neben der Kirche, zur Clara-Zetkin-Gedenkstätte. Dieses Haus wurde im Jahr 1989 in Museum „In der Alten Dorfschule“ umbenannt. In dem Gebäude wurde ebenfalls ein Standesamt eingerichtet. Zwischen 1935 und 1938 war Arno Pötzsch, Dichter von Kirchenliedern, Pfarrer in Wiederau.
Durch die zweite Kreisreform in der DDR im Jahr 1952 wurde die Gemeinde Wiederau dem Kreis Rochlitz im Bezirk Chemnitz (1953 in Bezirk Karl-Marx-Stadt umbenannt) angegliedert, der 1990 zum sächsischen Landkreis Rochlitz kam und 1994 im Landkreis Mittweida bzw. 2008 im Landkreis Mittelsachsen aufging.
Am 1. Januar 1994 schloss sich Wiederau mit Königshain und Topfseifersdorf zur Gemeinde Königshain-Wiederau zusammen. Im nördlichen Zentrum des Orts befindet sich das 14 ha große Gewerbegebiet von Königshain-Wiederau mit dem heutigen Rathaus.

## Infrastruktur

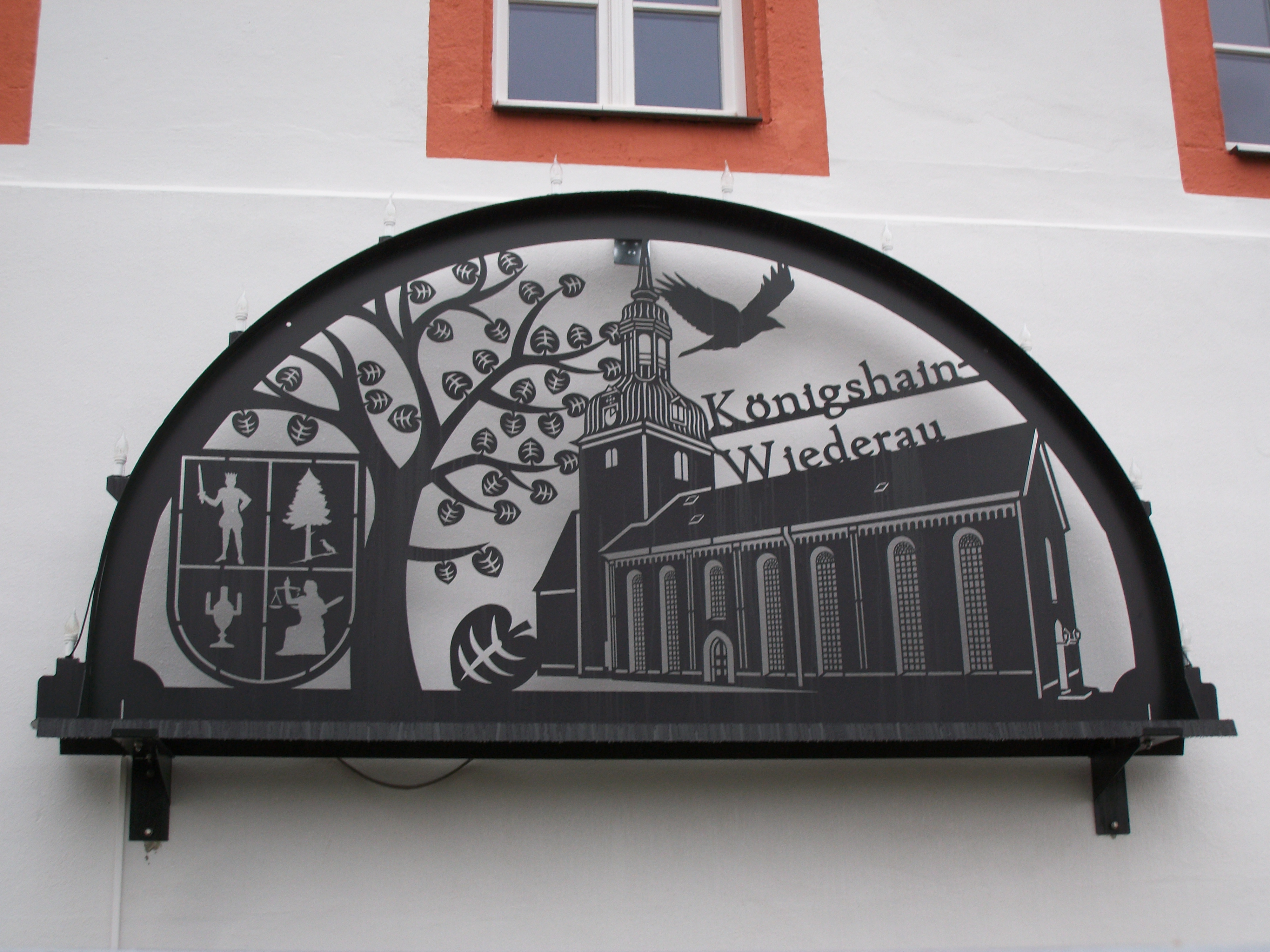
Außenschwibbogen Königshain-Wiederau

- Rathaus der Gemeinde Königshain-Wiederau
- Grundschule der Gemeinde Königshain-Wiederau
- Gewerbegebiet der Gemeinde Königshain-Wiederau
- Seniorenpflegeheim „DIE KOCH`SCHE“[20]

## Kulturdenkmale und Sehenswürdigkeiten
- St.-Pankratius-Kirche Wiederau
- Lang-Mühle Wiederau
- Geburtshaus von Clara Zetkin, heute Museum „In der Alten Dorfschule“. Davor steht die von Harald Stephan geschaffene Clara-Zetkin-Bronzestatue, die am 4. Juli 1975 eingeweiht wurde.[21]

## Persönlichkeiten

### Söhne und Töchter des Orts

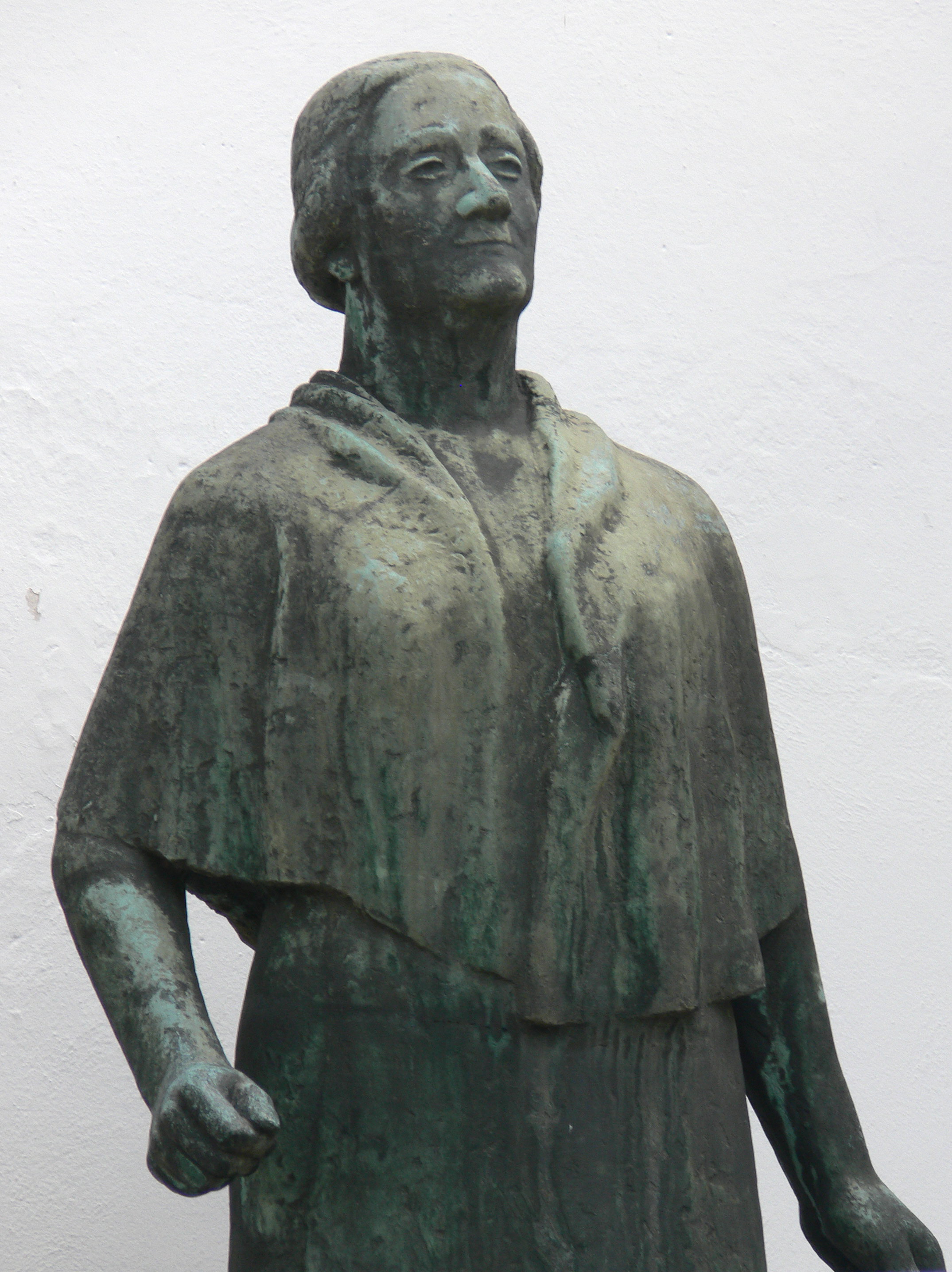
Zetkin-Statue am Geburtshaus

- Carl Immanuel Löscher (1750–1813), geboren in Wiederau, Konstrukteur und der Erfinder der Mammutpumpe
- Clara Zetkin (1857–1933), geboren in Wiederau, Politikerin (MdR) und Frauenrechtlerin

### Persönlichkeiten, die im Ort gelebt haben
- Arno Pötzsch (1900–1956), deutscher Erzieher, evangelischer Pfarrer und Dichter von Kirchenliedern, war zwischen 1935 und 1938 Pfarrer in Wiederau